# Championnat d'Albanie de football 1975-1976
Navigation
Championnat d'Albanie 1974-75 Championnat d'Albanie 1976-77
Le Championnat d'Albanie de football de Kategoria Superiore 1975-1976 est la 35e édition de ce championnat.

## Classement
| Rang | Équipe                  | Pts | J  | G  | N  | P  | Bp | Bc | Diff |
| ---- | ----------------------- | --- | -- | -- | -- | -- | -- | -- | ---- |
| 1    | Dinamo Tirana           | 28  | 22 | 11 | 6  | 5  | 44 | 22 | +22  |
| 2    | 17 Nëntori Tirana       | 26  | 22 | 8  | 10 | 4  | 29 | 18 | +11  |
| 3    | Vllaznia Shkodër        | 25  | 22 | 10 | 5  | 7  | 34 | 27 | +7   |
| 4    | Besa Kavajë             | 23  | 22 | 5  | 13 | 4  | 20 | 18 | +2   |
| 5    | Partizan Tirana         | 23  | 22 | 6  | 11 | 5  | 15 | 16 | -1   |
| 6    | Flamurtari Vlorë        | 22  | 22 | 8  | 6  | 8  | 17 | 20 | -3   |
| 7    | Shkëndija Tirana        | 20  | 22 | 6  | 8  | 8  | 18 | 18 | 0    |
| 8    | Labinoti Elbasan        | 20  | 22 | 5  | 10 | 7  | 17 | 22 | -5   |
| 9    | Lokomotiva Durrës       | 20  | 22 | 7  | 6  | 9  | 13 | 24 | -11  |
| 10   | Luftëtari Gjirokastër   | 19  | 22 | 7  | 5  | 10 | 19 | 23 | -4   |
| 11   | Traktoria Lushnja       | 19  | 22 | 7  | 5  | 10 | 17 | 24 | -7   |
| 12   | Naftëtari Qyteti Stalin | 19  | 22 | 5  | 9  | 8  | 17 | 28 | -11  |

|  | Champion |
|  | Relégué  |

## Bilan de la saison
| Tableau d'Honneur                 |                   |
| Compétition                       | Vainqueur         |
| Championnat d'Albanie de football | Dinamo Tirana     |
| Coupe d'Albanie de football       | 17 Nëntori Tirana |

| Promotions et relégations     |                         |
| Relégués en First Division    | Naftëtari Qyteti Stalin |
| Promus en Kategoria Superiore | Skënderbeu Korçë        |